# Île de Groix
Die Île de Groix [il də ɡʁwa] (bretonisch Enez Groe) ist eine 2,5 Kilometer breite und 6 Kilometer lange französische Insel im Département Morbihan in der Bretagne. Sie liegt auf dem nördlichen Schelf der Biskaya etwa acht Kilometer südlich von Lorient. Ihre Leuchtfeuer dienen Schiffen als Navigationshilfe.
Die Inselfläche ist identisch mit der Gemeindefläche der Gemeinde Groix, die 2308 Einwohner hat (Stand 1. Januar 2022). Sie gehört zum Arrondissement Lorient und zum Kanton Lorient-2.

## Physische Geographie
Die Insel ist relativ langgestreckt, mit einer Nordwest-Südost ausgerichteten Längsachse. Das nordwestliche, relativ spitz zulaufende Ende der Insel trägt den Namen Pen Men. Das südöstliche Ende der Insel ist hingegen stumpf. Fast die gesamte Küste ist als Kliffküste ausgebildet. Dort haben Wellen und Wetter (vgl. → Küstenerosion und → Verwitterung) an einigen Stellen Höhlen geschaffen, von denen die Grottes aux moutons („Schafshöhlen“) im Bereich von Pen Men die touristisch bedeutsamsten sind.
In einem relativ geschützten Bereich an der Nordküste des südöstlichen Endes der Insel befindet sich der etwa 500 m lange feinsandige Plage des Grands Sables („Großer Sandstrand“). Eine Besonderheit dieses Strandes ist, dass er infolge der Strömung wandert. Während er 1993 noch die nordöstliche „Ecke“ der Insel, unmittelbar an der Pointe de la Croix, bildete, ist er seither um ca. 500 m nach Nordwesten, in Richtung der Pointe de Spernec gewandert.

## Geologie
Die Île de Groix gehört zum Armorikanischen Massiv und ist damit ein winziger Teil der Kollisionszone der Urkontinente Gondwana und Laurussia, die sich im Karbon zum Urkontinent Pangaea vereinigten (→ Variszische Orogenese). Die gesamte Insel ist aus Gesteinen aufgebaut, die vor rund 350 Millionen Jahren im späten Devon und/oder frühen Karbon durch Metamorphose infolge einer tiefen Versenkung der Ausgangsgesteine in einer Subduktionszone entstanden sind. In anderen Teilen Europas lagern solche Gesteinskomplexe zumeist unterhalb mächtiger Deckschichten. Es handelt sich dabei vor allem um Glimmerschiefer (80 %), sowie um Chloritschiefer, Amphibolit und Blauschiefer. Die Glimmerschiefer sind aus tonigen Sedimentgesteinen hervorgegangen, die übrigen Metamorphite aus basischen magmatischen Gesteinen. Dies wird als ehemaliger Meeresboden (marine Tonsedimente in Wechsellagerung mit oder penetriert von untermeerischem Basalt bzw. Dolerit) interpretiert.
Auf der Insel lassen sich zwei metamorphe Zonen unterscheiden. Im Südwestteil liegen die Metamorphite vorwiegend in Blauschieferfazies, teils am Übergang zur Eklogitfazies, vor. Sie bezeugen die Hochdruck-Bedingungen, die der tief subduzierte Meeresboden erfuhr. Im Nordwestteil dominiert Grünschieferfazies. Diese ist retrograd, d. h. sie überprägt vormals Blau- oder Eklogitfaziell metamorphisierte Gesteine und fand in höheren Krustenniveaus unter weniger extremen Bedingungen während der Exhumierung der Gesteine statt. Im Zusammenhang mit dieser Exhumierungsphase bildete sich eine Antiform mit einer Nordwest-Südost (d. h. annähernd parallel zur Längsachse der Insel) streichenden Faltenachse aus.

## Geschichte
Als jungsteinzeitliche Zeugnisse menschlicher Aktivitäten auf der Insel sind Galeriegräber (Allées couvertes), Dolmen und Menhire erhalten. Die Dolmen in V-Form und die Galeriegräber datieren ins 4. Jahrtausend v. Chr.
- Allée couverte de Kerloret
- Allée couverte von Kerrohet
- Allée couverte du Storang
- Dolmen Men Kam und Men Yann
- Dolmen von Port-Mélite
- Dolmen Butten er Harh
- Dolmen du Gripp
- Dolmen Mené Guioré
- Dolmen von Vagouar-Huen
- Grottes aux moutons
- Menhir Kerloret
- Menhir von Men Hoat
- Menhir von Clavezic
- Menhir von Fort Grognon
- Menhir von Quelhuit (oder Kelhuit)
- Mez Kergatouarn (liegender Menhir)

Die Wikingerzeit wird durch ein Schiffsgrab aus der ersten Hälfte des 10. Jahrhunderts bezeugt, das bei Locmaria im Südwesten der Insel ausgegraben wurde. Neben den unvollständigen Überresten einer erwachsenen Frau enthielt es Hunde- und Vogelknochen und zahlreiche Grabbeigaben. Ähnliche Fundzusammenhänge wurden auch in Ballateare und Balladoole auf der Isle of Man gemacht.
Bis 1940 war Groix Frankreichs wichtigster Hafen für Thunfisch. Im Hauptort Le Bourg ziert noch heute ein Thunfisch den Kirchturm der Église Saint-Tudy.
Ab 1944 unterhielt die deutsche Kriegsmarine auf der Insel ein Marinelazarett.

Sehenswürdigkeiten
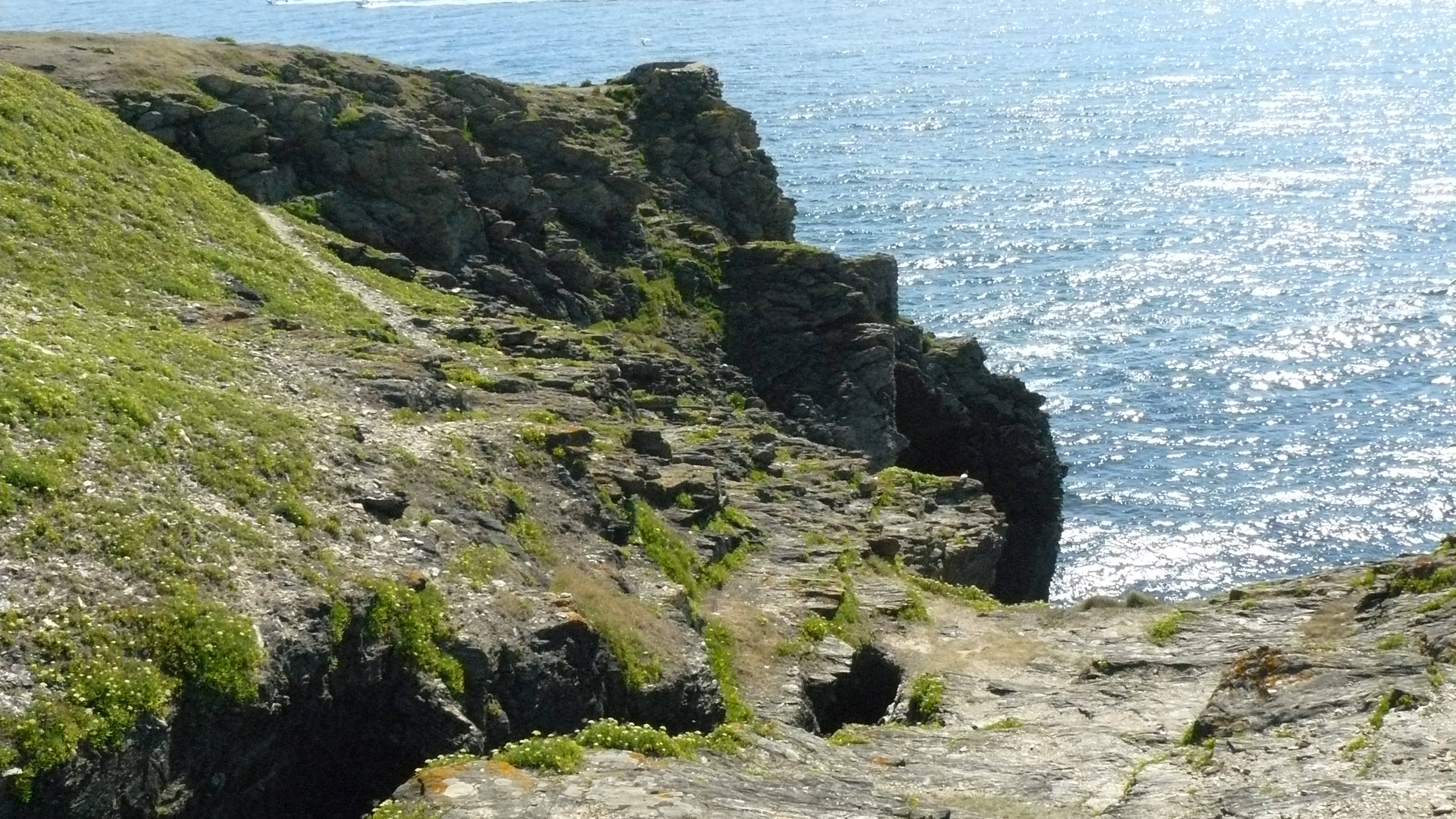
Kliffkrone im Bereich der Grottes aux moutons. Links unten im Bild ein Teil der oberen Öffnung des Trou du tonnerre („Donnerloch“), einer Felsspalte, die bis zum Fuß des Kliffs hinunterreicht, und durch die das „Donnern“ der Brandung bis hinauf zur Kliffkrone hallt.
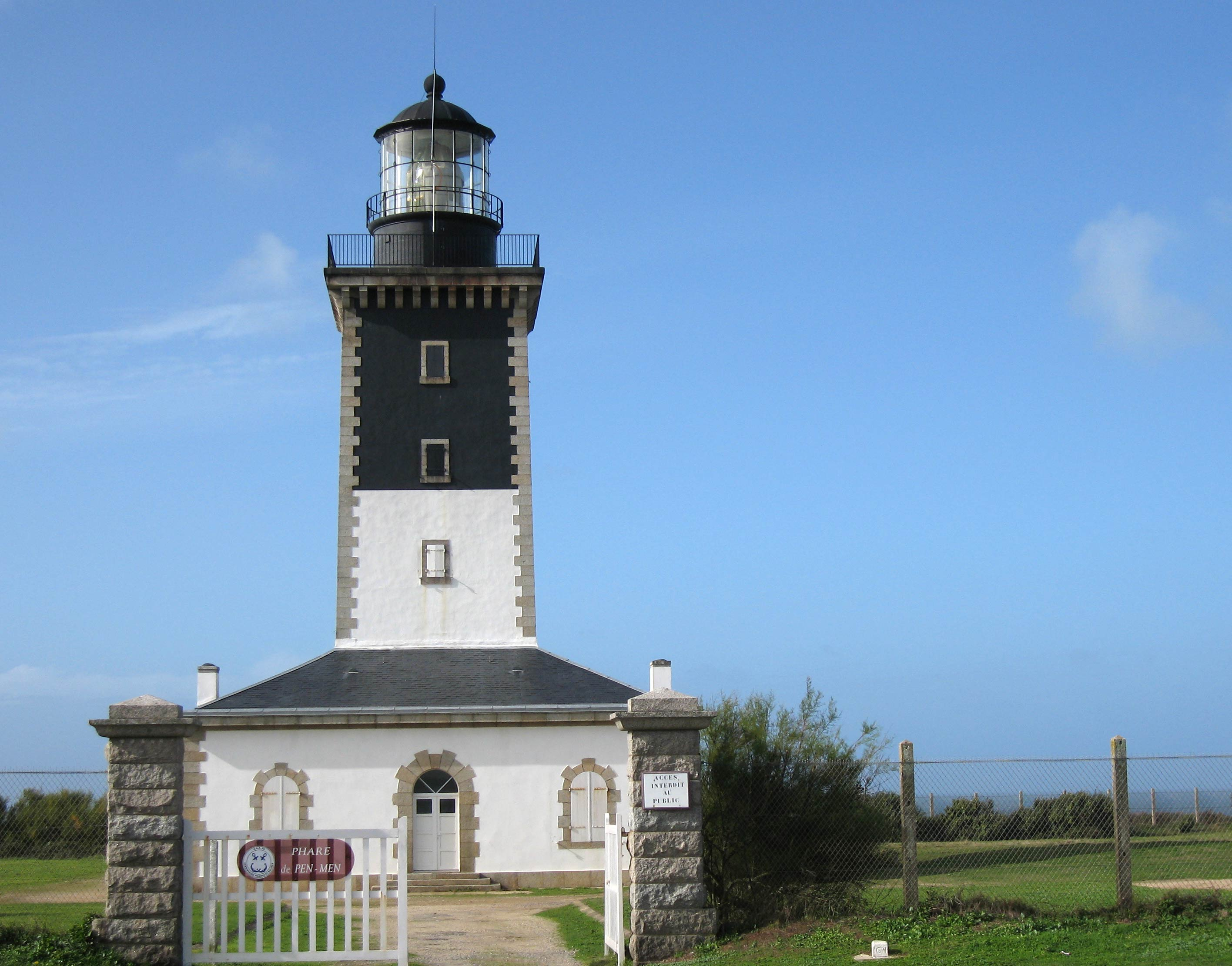
Leuchtturm Phare de Pen-Men nahe der Nordwestspitze Insel
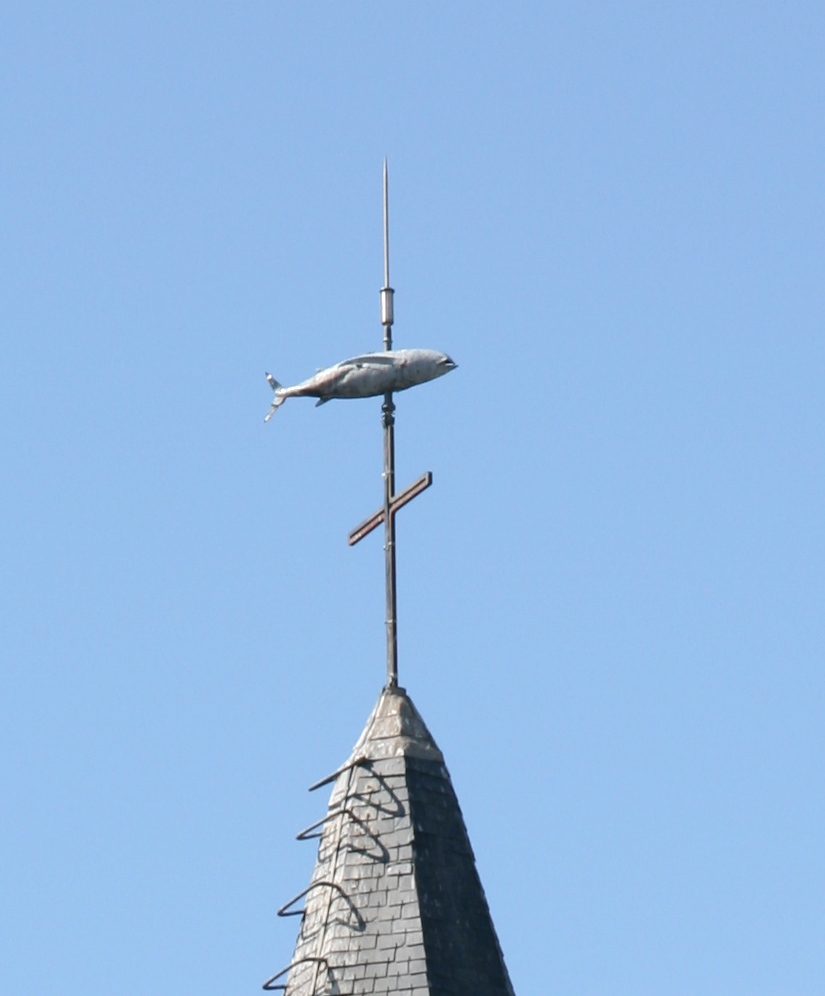
Ein Thunfisch auf der Église Saint-Tudy in Le Bourg zeigt die Windrichtung an
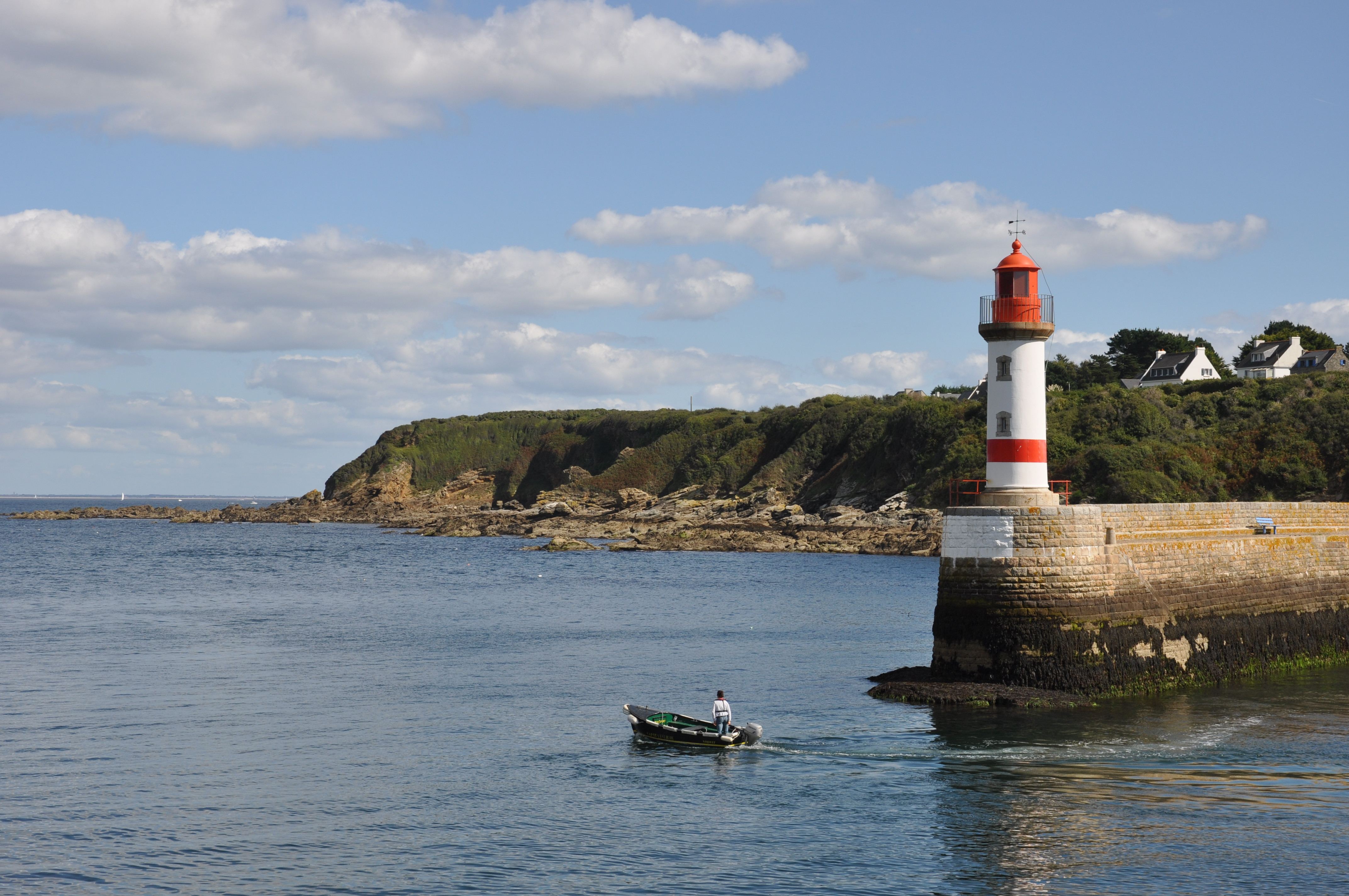
Leuchtturm von Port Tudy an der Nordostküste
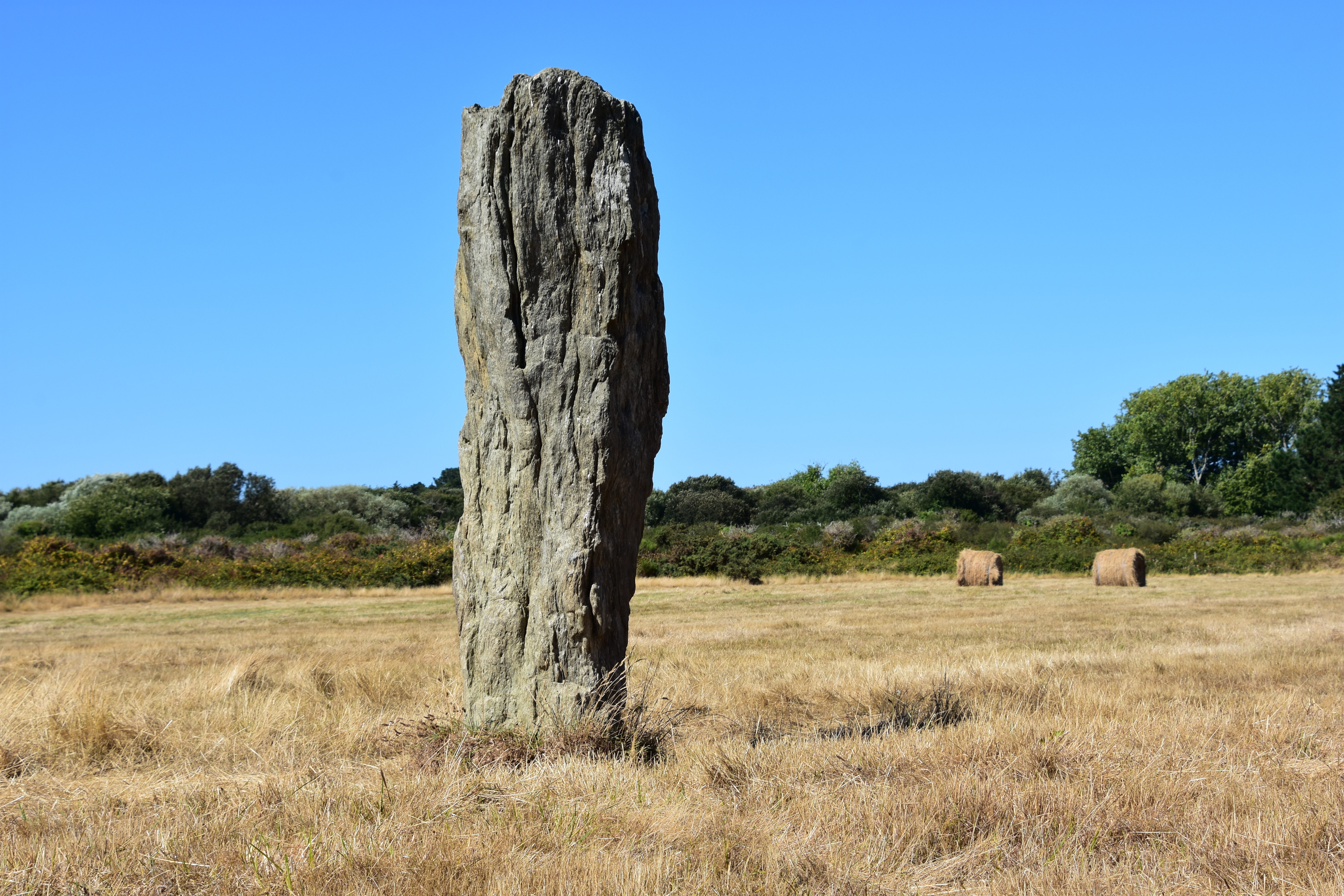
Menhir von Quelhuit
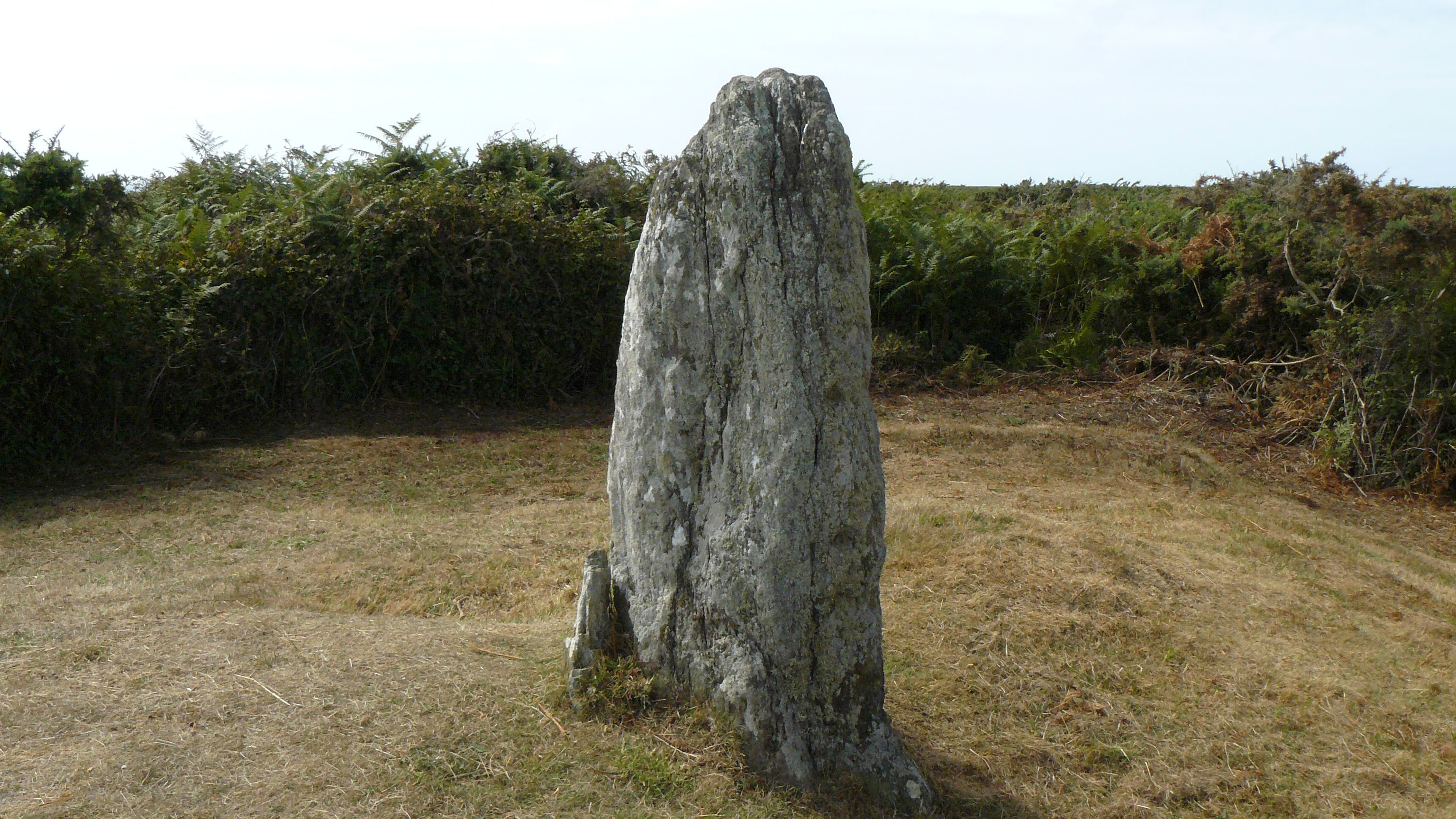
Menhir de Men-Hoal
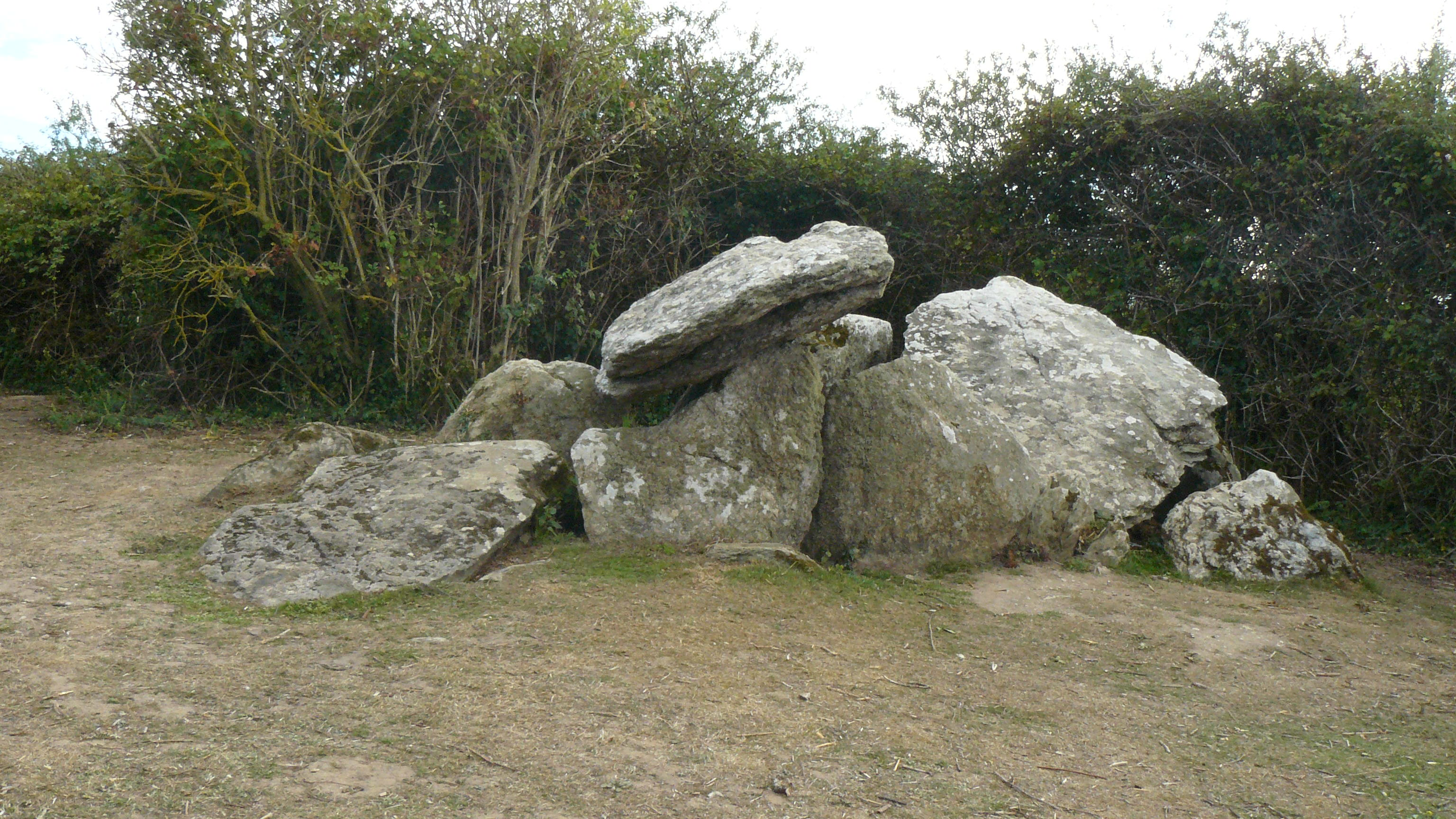
Dolmen Mené Guioré
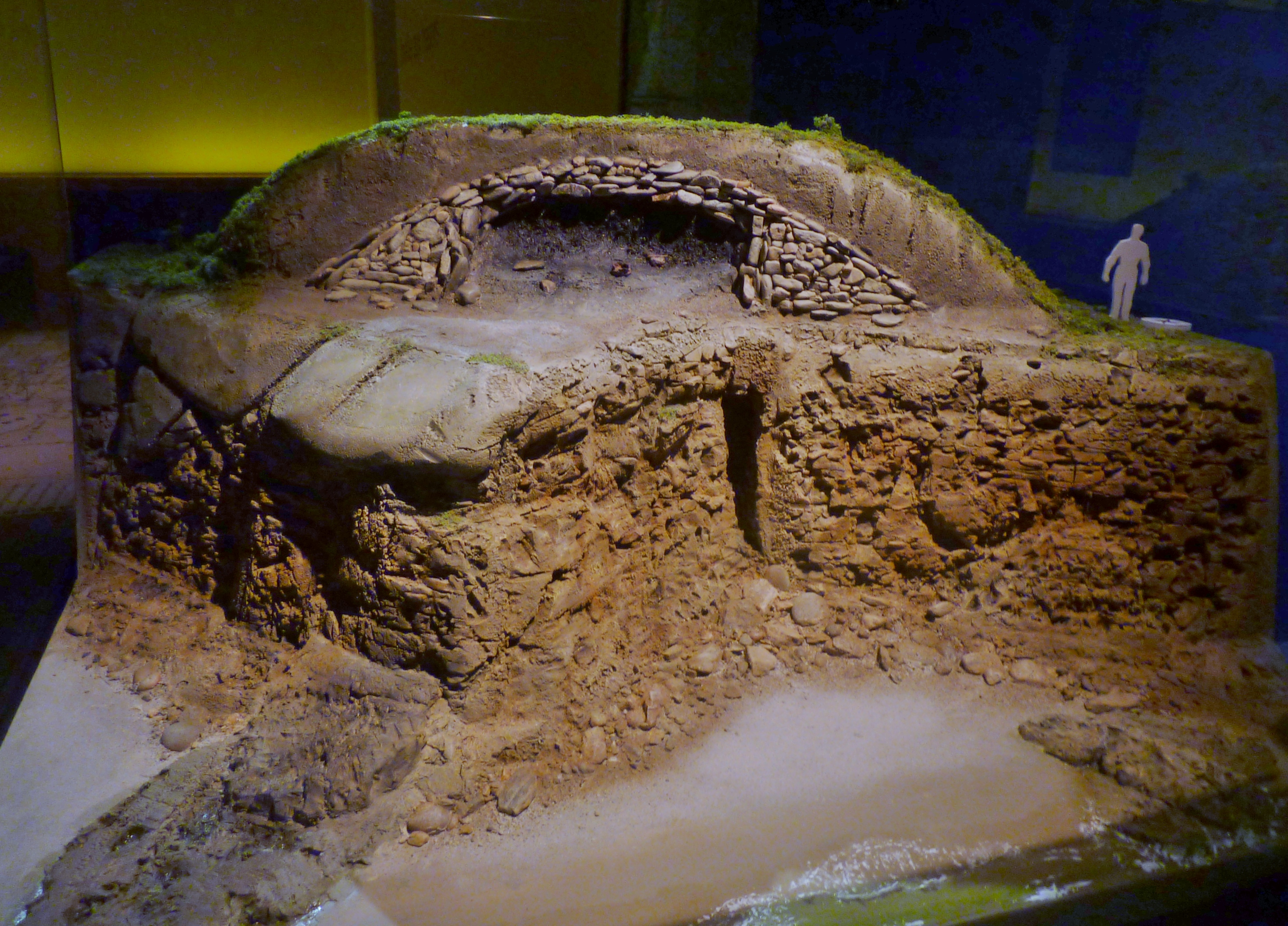
Modell des Wikingergrabs

### Bevölkerungsentwicklung
| Jahr                       | 1962 | 1968 | 1975 | 1982 | 1990 | 1999 | 2011 | 2019 |
| Einwohner                  | 3525 | 3161 | 2727 | 2605 | 2472 | 2275 | 2220 | 2234 |
| Quellen: Cassini und INSEE |      |      |      |      |      |      |      |      |